# أليكساندر بافلينكو
أليكساندر بافلينكو (بالروسية: Александр Евгеньевич Павленко)‏ (20 يناير 1985 ببوكروف في أوكرانيا - ) هو لاعب كرة قدم روسي في مركز الوسط. شارك مع منتخب روسيا الثاني لكرة القدم. أما مع النوادي، فقد لعب مع تيريك غروزني وسبارتاك موسكو وشينيك ياروسلافل ولوخ إينيرجيا فلاديفوستوك ونادي روستوف ونادي كريليا سوفيتوف سامارا ونادي لوزان ونادي توسنو ونادي أورال يكاترينبورغ.

## وصلات خارجية
- أليكساندر بافلينكو على موقع الاتحاد الأوربي (الإنجليزية)
- أليكساندر بافلينكو على موقع اتحاد أوكرانيا (الإنجليزية)
- أليكساندر بافلينكو على موقع قاعدة بيانات كرة القدم.إي يو (الإنجليزية)
- أليكساندر بافلينكو على موقع Soccerway.com (الإنجليزية)